# SBB Am 6/6 sorozat
Az SBB Am 6/6 sorozat egy hattengelyes, Co'Co' tengelyelrendezésű svájci dízelmozdony-sorozat. 1976-ban összesen 6 db-ot gyártott a Thyssen Henschel és a BBC.